# Loćika (Aleksinac)
Pour les articles homonymes, voir Loćika.
Loćika (en serbe cyrillique : Лоћика) est un village de Serbie situé dans la municipalité d'Aleksinac, district de Nišava. Au recensement de 2011, il comptait 282 habitants.

## Démographie
| 1948 | 1953 | 1961 | 1971 | 1981 | 1991 | 2002 | 2011 |
| ---- | ---- | ---- | ---- | ---- | ---- | ---- | ---- |
| 688  | 693  | 710  | 626  | 524  | 449  | 380  | 282  |

|  |